# Virginidad (película)
Virginidad (título original: Cherry) es una película estadounidense de comedia y romance de 1999, dirigida por Jon Glascoe y Joseph Pierson, escrita por Terry Reed, musicalizada por Joel Goodman, en la fotografía estuvo Phil Abraham y los protagonistas son Shalom Harlow, Jake Weber y Isaach De Bankolé, entre otros. El filme fue producido por Cypress Films (I) y se estrenó el 10 de diciembre de 1999.

## Sinopsis
Una chica de 19 años espera a su novio en el altar, pero él nunca apareció. Esto hace que ella no quiera tener una relación con un hombre nunca más. Ahora, luego de diez años, le dan ganas de tener un hijo.